# Dothidotthia
Dothidotthia is een geslacht van schimmels behorend tot de familie Botryosphaeriaceae. De typesoort is Dothidotthia symphoricarpi.

## Soorten
Volgens Index Fungorum telt het geslacht 14 soorten (peildatum januari 2022):
| Soortnaam                                        | Auteur(s)                                                           | Publicatiejaar |
| ------------------------------------------------ | ------------------------------------------------------------------- | -------------- |
| Dothidotthia andersonii                          | (Shoemaker) M.E. Barr                                               | 1987           |
| Dothidotthia aspera                              | (Ellis & Everh.) M.E. Barr                                          | 1989           |
| Dothidotthia celtidis                            | (Ellis & Everh.) M.E. Barr                                          | 1989           |
| Dothidotthia diapensiae                          | M.E. Barr                                                           | 1989           |
| Dothidotthia fructicola                          | (Ellis & Everh.) M.E. Barr                                          | 1989           |
| Dothidotthia lasioderma                          | (Ellis & Everh.) M.E. Barr                                          | 1989           |
| Dothidotthia melanococca                         | (Lév.) Aptroot                                                      | 2006           |
| Dothidotthia negundinicola                       | (Crous & Akulov) Senwanna, Wanas., Bulgakov, Phookamsak & K.D. Hyde | 2019           |
| Dothidotthia negundinis                          | (Berk. & M.A. Curtis) Senwanna, Phookamsak & K.D. Hyde              | 2019           |
| Dothidotthia quercicola                          | (Ellis & Everh.) M.E. Barr                                          | 1989           |
| Dothidotthia ramulicola (Variabel stromadruifje) | (Peck) M.E. Barr                                                    | 1987           |
| Dothidotthia robiniae                            | Senwanna, Wanas., Bulgakov, Phookamsak & K.D. Hyde                  | 2019           |
| Dothidotthia scabra                              | Syd.                                                                | 1932           |
| Dothidotthia symphoricarpi                       | (Ellis & Everh.) Höhn.                                              | 1918           |